# Michael Redgrave
Sir Michael Redgrave, teljes születési nevén Michael Scudamore Redgrave (Bristol, Gloucestershire, Egyesült Királyság, 1908. március 20. – Denham, Buckinghamshire, 1985. március 21.), brit (angol) színpadi és filmszínész, színházi rendező és író, Vanessa Redgrave, Corin Redgrave és Lynn Redgrave színészek édesapja, Natasha Richardson és Joely Richardson nagyapja. Drámai filmszerepeiben nyújtott alakításaiért Oscar-díjra és BAFTA-díjra jelölték.

## Élete

### Származása, tanulmányai
Színész szülők gyermekeként született Bristolban. Édesanyja Margaret Scudamore (1881–1958) színésznő, édesapja Roy Redgrave (1873–1922) színpadi és némafilm-színész volt. Michael az előkelő cambridge-i Clifton College-be és a Magdalene College-ba járt, és elvégezte a Cambridge-i Egyetemet. Aktívan részt vett az iskolák amatőr színjátszó köreiben, színjátszásra tanította a fiatalabb fiúkat. A Clifton College színháza később az ő nevét vette fel (Redgrave Theatre).

### Pályakezdése
Először tanár lett, újságot alapított, szabadúszó újságíróként dolgozott. Amatőr színjátszó kör tagja volt, így került közel a hivatásos színművészethez. 1934-ban a liverpooli színházhoz, majd 1936-ban a londoni Old Vic színházhoz szerződött. 1937-ben megjelent a BBC televízió Rómeó és Júlia előadásán, amelyet az Alexandra Palace-ban vettek fel.
Első filmszerepeit Alfred Hitchcock thrillerjeiben kapta, az 1936-os Titkos ügynökben és a az 1938-as Londoni randevúban, Margaret Lockwood főszereplésével. A szereppel népszerűséget szerzett, ezután számos (változó színvonalú) brit romantikus és kalandfilm főszerepét kapta meg. 1940-ben a Glyndebourne Festival Koldusopera előadásán Macheath (azaz Bicska Maxi) szerepét alakította, mellette Polly szerepét Audrey Mildmay (1900–1953) és Irene Eisinger (1903–1994) operaénekesnők játszották.

### Katonai szolgálata
1941–42 között a Brit Királyi Haditengerészetnél szolgált egyszerű matrózként, a HMS Illustrious repülőgép-hordozó fedélzetén. 1942 novemberében orvosi indokkal leszerelték. Az 1942-es év nagy részét tartalékállományban töltötte, közben módja volt a westminsteri Duchess Theatre színpadán több előadásban szerepelni.

### Színészi pályája a háború után
1947-ben Hollywoodba utazott. Dudley Nichols rendező Amerikai Elektra c. filmdrámájában főszerepet kapott. Alakításáért a legjobb férfi főszereplőnek járó Oscar-díjra jelölték. Amerikai színészkarrierjét azonban nem tudta felépíteni, így hamarosan visszatért Nagy-Britanniába. Előbb könnyed kommersz szerepeket, majd egyre komolyabb, igényesebb szerepeket játszott, és háború utáni brit filmgyártás egyik legjelentősebb színművészévé vált. A John Gielgud, Ralph Richardson és Laurence Olivier nevével fémjelzett tehetséges, magasan képzett, igényes művészi teljesítményt nyújtó színészgeneráció tagja volt. Az 1951-es cannes-i filmfesztiválon megkapta legjobb férfi alakításért járó díjat, a Felsőbb osztályba léphet c. filmdrámában nyújtott alakításáért.
1952-ben megkapta a Brit Birodalom Rendje parancsnoki fokozatát (CBE). 1955-ben a dániai Dannebrog-rend parancsnoki fokozatát kapta meg. 1959-ben lovaggá ütötték, ettől kezdve a Sir Michael Redgrave nevet használta, feleségét a Lady Redgrave megszólítás illette meg.

### Magánélete
1935-ben feleségül vette Rachel Kempson (1910–2003) színésznőt, aki Redgrave haláláig, ötven éven át mellette maradt. Három gyermekük született Vanessa (1937), Corin (1939–2010) and Lynn (1943–2010) valamennyien színművészek lettek. Vanessa Redgrave és Tony Richardson színész házasságából született unokáik, Natasha Richardson (1963–2009) és Joely Richardson (1965) szintén színészi pályára mentek, csakúgy, mint Corin Redgrave leánya, Jemma Redgrave (1965). Vanessa Redgrave második férje Franco Nero színész lett, közös gyermekük, Carlo Gabriel Nero színész-rendező. Natasha Richardson és Liam Neeson fia, Micheál Richardson (Michael Richardson déduonkája) szintén színész.
Michael Redgrave biszexuális volt, hajlamát titokban tartotta, csak felnőtt fiának, Corinnak beszélt róla, de megtiltotta neki, hogy az apjáról készülő életrajzban megemlítse. 
Csak Alan Strachan 2004-es Redgrave-életrajzában került nyilvánosságra. Redgrave a londoni Victoria és Knightsbridge negyedekben az utcán szedett fel alkalmi férfi partnereket, erre a szokására maga is utálattal emlékezett vissza, és „szükséges lealacsonyodásnak” (a necessary degradation) nevezte.

### Elhunyta
Az 1970-es években Parkinson-kór támadta meg. Ennek jelei fokozatosan láthatóvá váltak, színész pályáját fel kellett adnia. Utolsó filmszerepét 1975-ben forgatta. Visszavonulva élt, távol a nyilvánosságtól. 1985. március 21-én hunyt el Denhamben, egy nappal 77. születésnapja után.

## Főbb filmszerepei
- 1936: Titkos ügynök (Secret Agent); katonatiszt
- 1938: Londoni randevú (The Lady Vanishes); Gilbert Redman
- 1939: A szerelem tolvaja (Stolen Life); Alan MacKenzie
- 1940: Ezt látják a csillagok (The Stars Look Down); Davey Fenwick
- 1945: Az éjszaka halottja (Dead of Night); Maxwell Frere
- 1946: Múlnak az évek (The Years Between); Michael Wentworth
- 1947: Az embervadász (The Man Within); Richard Carlyon
- 1947: Tövis és borostyán (Fame Is the Spur); Hamer Radshaw
- 1947: Amerikai Elektra (Mourning Becomes Electra); Orin Mannon
- 1947: Titok az ajtón túl (Secret Beyond the Door…); Mark Lamphere
- 1951: Felsőbb osztályba léphet (The Browning Version); Andrew Crocker-Harris
- 1951: Varázsdoboz (The Magic Box); Mr. Lege
- 1952: Köznapi komédia (The Importance of Being Earnest); Ernest Worthing
- 1955: A gátrobbantók (The Dam Busters); Doctor Wallis
- 1955: Bizalmas jelentés (Mr. Arkadin); Burgomil Trebitsch
- 1955: Oh… Rosalinda!!; Eisenstein ezredes
- 1956: 1984; O’Connor belső pártfunkcionárius
- 1957: Time Without Pity; David Graham
- 1958: A csendes amerikai; Thomas Fowler
- 1959: Jog és zűrzavar (Law and Disorder); Percy Brand
- 1959: Szövetség az ördöggel (Shake Hands with the Devil); a tábornok
- 1959: A Mary Deare katasztrófája (The Wreck of the Mary Deare); Mr. Nyland
- 1961: Csak a javadat akarom (No, My Darling Daughter); Sir Matthew Carr
- 1961: Az ártatlanok (The Innocents); a Nagybácsi
- 1962: A hosszútávfutó magányossága (The Loneliness of the Long Distance Runner); Ruxton Towers intézetigazgató
- 1962: Hedda Gabler; George Tesman
- 1963: Ványa bácsi (Uncle Vanya); Ványa bácsi
- 1965: A fiatal Cassidy (Young Cassidy); W.B. Yeats
- 1965: A domb (The Hill); orvostiszt
- 1965: Telemark hősei (The Heroes of Telemark); nagybácsi
- 1967: A huszonötödik óra (La vingt-cinquième heure); védőügyvéd
- 1967: Ványa bácsi (Uncle Vanya); Ványa bácsi
- 1968: Heidi, tévéfilm; nagypapa
- 1969: Ó, az a csodálatos háború (Oh! What a Lovely War); Sir Henry Wilson tábornok
- 1969: Angliai csata (Battle of Britain); Marshal Evill helyettes légimarsall
- 1969: Viszlát, Mr. Chips! (Goodbye, Mr. Chips); iskolaigazgató
- 1970: Egybenyíló szobák (Connecting Rooms); James Wallraven
- 1971: A közvetítő (The Go-Between); a felnőtt Leo Colston
- 1971: Cárok végnapjai (Nicholas and Alexandra); Szazonov
- 1973: Dr. Jekyll és Mr. Hyde (Dr. Jekyll and Mr. Hyde), tévéfilm, Danvers
- 1975: Rime of the Ancient Mariner (Ének a vén tengerészről); a Vén Tengerész

## Önéletrajza
- Michael Redgrave. In My Mind’s I: An Actor’s Autobiography, 1. kiadás (angol nyelven), Viking Adult (1983). ISBN 978-0670142330

## Magyarul megjelent művei
- Mesterség és művészet; vál. Sz. Szántó Judit, Lengyel György; Színháztudományi Intézet, Budapest, 1964 (Korszerű színház)

## További információ
- Michael Redgrave a PORT.hu-n (magyarul)
- Michael Redgrave az Internetes Szinkronadatbázisban (magyarul)
- Michael Redgrave az Internet Movie Database-ben (angolul)
- Michael Redgrave a Rotten Tomatoeson (angolul)
- Michael Redgrave az AlloCiné weboldalán (franciául)
- Michael Redgrave Profile. Famousfix.com. (Hozzáférés: 2023. január 18.)